# Cloak e Dagger
Cloak e Dagger, i cui veri nomi sono rispettivamente Tyrone "Ty" Johnson e Tandy Bowen, sono una coppia di supereroi creati da Bill Mantlo (testi) ed Ed Hannigan (disegni), pubblicati dalla Marvel Comics. Apparsi per la prima volta sulle pagine di Spectacular Spider-Man (vol. 1) n. 64 (marzo 1982), sono stati al centro di un lungo quanto intricato dibattito sull'origine dei loro superpoteri conclusasi con l'esclusione dalla specie mutante e dalla condizione di mutati, poiché nel loro corredo genetico non è presente il gene-X.

## Biografia dei personaggi

### Origini
Tyrone Johnson e Tandy Bowen si conobbero per le strade di New York City: lui diciassettenne di Boston affetto da balbuzie e scappato di casa quando non riuscì ad impedire che un poliziotto sparasse a un suo amico; lei sedicenne proveniente da una delle scuole più esclusive dell'Ohio fuggita dal tetto domestico perché la madre, famosa modella sempre impegnata con la carriera e il mondo dello spettacolo, non le prestava il giusto interesse. Le loro strade s'incrociarono quando Ty considerò l'idea di rubarle la borsetta, solo per poi provare un bruciante senso di vergogna non appena la ragazza si offrì di prestargli qualche soldo poco prima che un ladro le portasse via l'accessorio. Recuperata la borsa, Tandy decise di offrirgli un pasto come ricompensa durante il quale svilupparono una simpatia reciproca che li portò a diventare subito amici. Quando alla ragazza venne offerto alloggio presso un ostello gestito da loschi individui, Ty le consigliò di rifiutare, fatto, questo, che li portò entrambi a cadere nelle grinfie del chimico Simon Marshall, al soldo di Silvermane e dei Maggia, creatore di un nuovo tipo di eroina sintetica. Già testata su altri ragazzi fuggiti di casa, Tandy e Ty sopravvissero all'esposizione che attivò il loro genoma mutante conferendo loro numerosi poteri. Assunti i nomi-in-codice di Cloak e Dagger sconfissero Marshall, distrussero il suo laboratorio e dichiararono guerra agli spacciatori di droga.

### Vigilanti
Assunta la carica di vigilanti, rintracciarono ed uccisero Simon Marshall ed i suoi spacciatori, responsabili di averli fatti diventare ciò che erano. Durante una delle loro missioni, incontrarono per la prima volta l'Uomo Ragno che tentò di fermarli dall'eliminare Silvermane, colpevole di aver distrutto le loro vite e quelle di altri vagabondi. Ingaggiato uno scontro, i due sconfissero il tessiragnatele e poi ridussero in fin di vita il malvagio. Quando le loro attività divennero troppo pericolose per il commercio di droga, alcuni spacciatori rapirono Wolfsbane e Sunspot dei Nuovi Mutanti, per iniettargli la stessa droga che aveva sviluppato i poteri di Ty e Tandy. Soccorsi i due malcapitati con l'aiuto dell'Uomo Ragno, il duo rifiutò la proposta di Xavier di entrare a far parte dei suoi X-Men. Fu in questo periodo che divennero consapevoli delle loro origini quali mutanti. Benché responsabili principalmente della criminalità di strada, nel corso degli anni fronteggiarono diversi e fra i più potenti villains dell'Universo Marvel come Dottor Destino e Mefisto, oltre che divenire alleati ed amici dei più importanti supergruppi come i Vendicatori, gli X-Men, i Nuovi Mutanti ed X-Factor.
Anche se preferiscono lavorare in coppia, numerose sono anche le loro apparizioni singole: nel caso di Cloak, importante è stata la parte recitata nello scontro con Thanos il quale lo uccise per poi essere riportato in vita dalle forze cosmiche che osservavano lo scontro; Dagger fu, invece, prescelta come una delle sette spose del dio serpente atlantideo, assieme a Jean Grey, Susan Storm, Andromeda, She-Hulk, Tempesta e Scarlet.

### Maximum Carnage
Rinchiuso nell'ospedale psichiatrico di Ravencroft dopo essere stato sconfitto da Venom e dall'Uomo Ragno, Carnage incontrò la mutante Shriek con la quale nacque subito una forte intesa. Insieme fuggirono, ma non prima di aver liberato Spider-Doppelganger, Carrion e Demogoblin. Da qui prese il via la saga Maximum Carnage nella quale l'omonimo villain, che comanda il gruppo di supercriminali fatti precedentemente evadere, viene contrastato dall'Uomo Ragno aiutato da Cloak e Dagger, Gatta Nera, Capitan America, Morbius, Venom e Firestar. Alla fine, dopo la morte di Doppelganger per mano di Carnage, quella di Demogoblin per mano dell'Uomo Ragno e quella di Carrion per mano di Venom, Shriek tornò a Ravencroft insieme a Carnage che però fuggì poco dopo.
Tempo dopo, Dagger entrò a far parte dell'ora defunto team Marvel Knights: assieme ad altri eroi fra i quali Shang-Chi, Luke Cage, Moon Knight e Daredevil, si occupò della repressione del crimine organizzato fra le strade delle principali metropoli americane. In questo periodo sviluppò una forte amicizia con Vedova Nera, che invitò lei ed un depotenziato Cloak a vivere nel suo appartamento. Più tardi fu spiegato, che la stessa Dagger aveva assorbito i poteri di Cloak al fine di controllare la "fame" di luce dell'uomo, ormai diventata incontrollabile.

### Runaways
Cloak e Dagger fecero ritorno nella continuity Marvel all'interno della serie Runaways. Contattati dalla polizia di Los Angeles, furono ingaggiati per catturare i giovani ragazzi fuggiti di casa. Durante il loro primo incontro, che subito si trasformò in uno scontro, Dagger mise fuori gioco Nico Minoru mentre Cloak assorbì Chase Stein, Karolina Dean e Alex Wilder all'interno della dimensione oscura. Solamente Gertrude Yorkes, che sfuggì alle lame di Tandy grazie all'aiuto del dinosauro Old Lace, sul quale essendo un animale i poteri della ragazza non avevano effetto, e Molly Hayes, che tentò di strappar via il mantello di Cloak per indebolirne i poteri, riuscirono a contrastare l'assalto del duo. In questa situazione di stallo, le due Runaways spiegarono che dietro la corrotta polizia di L.A. si muovevano gli intrighi della malvagia organizzazione Orgoglio composta dai genitori degli stessi ragazzi. Recuperati quelli dispersi nella dimensione oscura, Cloak e Dagger partirono alla volta di New York City assicurando ai ragazzi che avrebbero mandato i Vendicatori a risolvere la situazione. Tuttavia, il traditore Alex avvertì Orgoglio che inviò alcuni agenti telepatici con lo scopo di cancellare la memoria dei due facendo in modo che non ricordassero gli ultimi avvenimenti.
Dopo gli eventi di House of M e la decimazione, Cloak e Dagger furono tra i pochi mutanti che mantennero i poteri.
Tempo dopo, un falso Cloak fu visto assumere l'ormone mutante della crescita, particolare tipo di droga con la quale replicare o aumentare abilità speciali. L'uomo seguì ed attaccò Dagger, infine soccorsa e ricoverata in ospedale. Creduto colpevole, il vero Cloak si scontrò con i Vendicatori e durante il combattimento riguadagnò i ricordi riguardanti i Runaways che aiutò per scacciare le accuse di violenza che gli furono mosse contro. Appellandosi al legame che lo accomunava ai ragazzi e che consisteva nel fatto di essere tutti scappati da casa, spiegò il motivo per cui lui e Tandy non erano venuti prima in loro soccorso. Accettando le spiegazioni, i Runaways gli diedero una mano a riabilitare il suo nome, a catturare l'impostore e a chiarirsi con Dagger.

### Civil War
Durante Civil War, Cloak e Dagger decisero di non schierarsi con Iron Man, opponendosi all'Atto di Registrazione dei Superumani al fianco di Capitan America. Dopo aver teleportato i Vendicatori Segreti in un edificio all'interno del quale dovevano trovarsi alcuni eroi in difficoltà con lo S.H.I.E.L.D., a Cloak furono iniettate dosi massicce di tranquillante da Iron Man e da coloro che si erano uniti a lui nella lotta contro i disertori, per impedirgli di far fuggire la sua fazione dopo che la trappola fosse entrata in azione. Dagger invece, subì alcune ferite dopo l'intervento del clone di Thor nella battaglia che portò alla morte di Bill Foster. Fu più tardi rivelato che il duo venne catturato durante una missione nel Queens ed imprigionato all'interno della prigione situata nella Zona Negativa. Nel corso dell'ultimo scontro, per riequilibrare le forze in campo Cloak e Dagger, assieme a numerosi altri eroi disertori, vennero liberati da Hulkling. In questo frangente fu essenziale il potere di teletrasporto di Cloak, che riuscì a portar fuori dalla Zona Negativa tutti gli eroi prima che i portali di accesso alla prigione si chiudessero.
Il duo non appare in Secret Invasion, anche se all'inizio del crossover si vede Luke Cage intrattenere una conversazione telefonica con Cloak. Dopo aver teleportato i Nuovi Vendicatori sul tetto della Stark Tower, Luke si offre di portarlo con sé per aiutarli nella ricerca dell'astronave Skrull precipitata nella Terra Selvaggia ma Cloak rifiuta.

### Utopia
Impegnati in Colombia nella distruzione di una piantagione di stupefacenti Cloak e Dagger vengono avvicinati da Norman Osborn che offre loro di servire il governo entrando a far parte della sua squadra di X-Men. Offrendo loro le illimitate risorse della sua agenzia nella lotta contro i trafficanti e gli spacciatori di droga in cambio di assoluta fedeltà e obbedienza, dichiara che pur non essendo mutanti la loro storia di persecuzioni permetterà all'opinione pubblica di inserirli in quella categoria. Benché Cloak dimostri apertamente il suo scetticismo, Dagger a malincuore accetta i termini di Osborn più per le promesse di aiuto fattele che per puro spirito di solidarietà nei confronti dei mutanti. Giunti a San Francisco partecipano alla prima missione sul campo con l'obiettivo di sedare la rivolta di alcuni mutanti guidata da Satiro. Tornati alla base, cominciano a nutrire dubbi sull'operato di Osborn e di H.A.M.M.E.R. fino a quando l'irruzione di X-Force per liberare i prigionieri porta al tradimento di Emma Frost e Namor che lasciano definitivamente il gruppo. Accettando di farsi trasportare da Magik sull'Asteroide M, ora rinominato Utopia, si schierano per la prima volta apertamente dalla parte dei mutanti guidati da Ciclope. Durante questo periodo Cloak viene reclutato da Wolverine nel suo piano per uccidere Romulus, mentre Dagger viene rapita e picchiata fino a quando i due non la salvano. Nell'ultimo scontro con Romulus, giusto prima che Daken lo uccida, Wolverine chiede a Cloak di teleportarlo nella dimensione oscura. Tempo dopo, al termine di un allenamento nella Stanza del Pericolo di Utopia con Anole, Graymalkin e Rockslide, a Dagger viene comunicato ufficialmente da Dr. Nemesis che il suo DNA e quello di Cloak non presentano traccia di gene-X e che quindi i due non sono geneticamente mutanti. Impensierita dallo strano comportamento del compagno, Dagger chiede aiuto agli X-Men per indagare e, vedendoselo negato, decide di fare da sé scoprendo che per tutto il tempo in cui Tyrone era stato via da Utopia era ritornato nel suo vecchio quartiere dove era stato catturato da una ragazza di nome Tia che con l'aiuto di una misteriosa milizia lo aveva torturato condizionandolo a non usare i suoi poteri. Soccorsolo con l'aiuto di Anole e Dr. Nemesis i due decidono di ritirarsi dagli X-Men, per riallacciare la loro relazione, dando però la loro disponibilità a ritornare in caso di pericolo.

## Poteri e abilità

### Cloak
Dopo la somministrazione della D-Lite, eroina sintetica che attivò il suo genoma mutante, Cloak acquisì la capacità di aprire varchi all'interno della dimensione oscura, attraverso i quali teleporta se stesso ed altri per lunghe distanze (fino a cinque miglia). Coloro che vi soggiornano per lungo tempo in questa dimensione, vengono colpiti da attacchi di panico e spesso tornano sulla Terra in stato catatonico. Oltre a ciò, possiede anche una discreta intangibilità, simile a quella di Kitty Pryde e Moonstone. Come effetto collaterale, però, è costantemente roso da una fame che può essere saziata solo attraverso il consumo della "luce" emessa dall'aura delle persone. Per evitare di far male ad innocenti, Ty preferisce cibarsi della "luce" in eccesso di Dagger.

### Dagger
Dagger possiede l'abilità di creare lame di luce psionica, controllate dal proprio pensiero, con le quali ferisce e/o attraversa gli avversari drenando la loro forza vitale; nel caso di macchine, interrompe i loro collegamenti cibernetici, spegnendole. Le sue lame hanno la capacità di curare ed eliminare dipendenze da qualsiasi sostanza, oltre che alleviare la "fame" di Cloak. È stato dimostrato che i suoi poteri non hanno effetto sugli animali.
Entrambi hanno una discreta conoscenza delle tecniche di combattimento da strada.

## Altre versioni

### Ultimate
Sulle pagine di Ultimate Spider-Man, una versione alternativa di Tandy Bowen fa la sua apparizione come direttrice della scuola frequentata da Peter Parker. Ty Johnson non appare in questa realtà.

### Era di Apocalisse
In questo universo alternativo, Cloak e Dagger, dopo esser stati sottoposti ad un ricondizionamento psichico, entrano a far parte dei Sinistri Sei. Nella battaglia contro gli X-Men, vengono apparentemente uccisi.

### House of M
Dopo il cambiamento di realtà operato da Scarlet, una versione di Cloak più giovane viene mostrato come membro del movimento di resistenza clandestino sotto la guida di Luke Cage. Dagger non appare in questa realtà.

## Altri media

### Televisione

#### Animazione
- Cloack e Dagger appaiono nell'episodio Cloak e Dagger di Ultimate Spider-Man, incentrato sullo scontro tra Spider-Man, Cloak, Dagger, Tigre Bianca, Pugno d'Acciaio e il Dottor Strange con Dormammu.

#### Marvel Cinematic Universe
Cloak e Dagger compaiono all'interno del Marvel Cinematic Universe, interpretati rispettivamente da Aubrey Joseph e Olivia Holt.
- Runaways (2017).
- Cloak & Dagger (2018).

### Videogiochi
- Cloak e Dagger appaiono in Spider-Man and Venom: Maximum Carnage.
- Cloak e Dagger appaiono in Marvel: La Grande Alleanza 2.
- Cloak e Dagger appaiono come personaggi giocabili in Marvel Rivals.